# رأفت راجي
رأفت راجي (5 يونيو 1939 - 25 أكتوبر 2010) ممثل مصري من مواليد 5 يونيو 1939 بمدينة بورسعيد  وبدأ حياته الفنية في فترة السبعينيات بأدوار ثانوية، تميز بشاربه الانيق الذي ساهم في ترسيخ ملامحه لدى الجمهور، وهيئته الوقورة، مما حدده في نوعية أدوار الضابط أو وكيل النيابة، وساعد على هذا أيضا، هدوءه الشديد. كانت آخر أعماله فيلم «جنة الشياطين» عام 1999 مع محمود حميدة ولبلبة ورحل في 25 أكتوبر  2010 عن عمر يناهز 71 سنة.

## أهم أعماله
فيلم «أبو زيد زمانه» عام 1995 للمخرج أحمد السبعاوي.
فيلم «الذئب» عام 1993 للمخرج عبد الحليم النحاس
فيلم «عريس في اليانصيب» عام 1989 للمخرج أسماعيل حسن.
فيلم «المفسدون» عام 1991 للمخرج إسماعيل حسن.
فيلم «أشياء ضد القانون» عام 1982 للمخرج أحمد ياسين.

## وصلات خارجية
- رأفت راجي على موقع IMDb (الإنجليزية)
- رأفت راجي على موقع الدهليز
- رأفت راجي على موقع قاعدة بيانات الأفلام العربية
- رأفت راجي على الدهليز
- رأفت راجي على كاروهات